# Helsinge kyrkoby
Helsinge kyrkoby (finska: Helsingin pitäjän kirkonkylä, bokstavligt Helsinge sockens kyrkoby) är en stadsdel i Vanda stad i landskapet Nyland. Vanda stad hette fram till år 1972 Helsinge kommun. 
Kyrkobyn ligger vid Kervo å nära den stora korsningen mellan motorvägarna Tusbyleden och Ring III. Som central punkt i kyrkobyn fungerar Helsinge kyrka S:t Lars som byggdes på 1400-talet. Kring kyrkan finns gamla bostadshus, en begravningsplats och en kvarn. Kyrkobyn hör till de bäst bevarde i Nyland. Byn har 137 invånare (2019), varav 19,0% har svenska som modersmål. 
I Helsinge kyrkoby finns ett svenskspråkigt lågstadium, högstadium och Helsinge gymnasium, det enda svenskspråkiga högstadiet och gymnasiet i Vanda. Lågstadiet är inhyst i en röd träbyggnad som är Finlands äldsta skolbyggnad som fortfarande är i bruk. 

## Historia
De första fastbosatta invånarna kom till Vanda på 1100-1200-talet då människor från Sverige bosatte sig längs med Vanda å. Helsinge kyrkoby ligger nära stället där Vanda och Kervo åar flyter ihop. Vid byn fanns en fors och en kvarn
Kyrkobyn utvecklades till en knutpunkt för land- och vattentrafiken: Landsvägen Åbo–Viborg (Kungsvägen) och vägen till Tavastehus korsade byn. Sankt Lars gråstenskyrka färdigställdes år 1460 och byn fick sitt nuvarande namn några årtionden senare. Helsinge kyrkoby var den största byn i mellersta Nyland ända fram till att Helsingfors grundades år 1550. Inte ens grundandet av staden Helsingfors påverkade Helsinge kyrkbys centrala ställning i området för en lång tid framöver. 
År 1865, då Finlands kommunaladministration uppstod, grundade man Helsinge kommun av Helsinge socken. Då järnvägen mellan Helsingfors och Tavastehus öppnade på 1860-talet hamnade Helsinge kyrkoby så småningom utanför färdrutterna och Malm och senare Dickursby blev kommunens nya centrum. Härmed avtog kyrkbyns betydelse som centrum för Helsinge kommun och sedermera Vanda stad och förbigicks av den urbana utvecklingen. I början var det till fördel för kyrkbyn att ligga centralt vid viktiga transportleder men i modern tid har byn blivit inklämd mellan motorvägar. Över 100 000 bilar kör förbi varje dygn. Trots det är byn en av de bäst bevarade kyrkbyarna i Nyland. 
Det finns 10 gårdar i byn: Olofs, Grannas, Klockars, Nygrannas, Danis, Riddars I och II, Juns, Hannusas, Nedre Rutars och Nyknappas. De äldsta byggnaderna är från 1700-talets början medan de flesta är byggda i början på 1800-talet. 

## Galleri

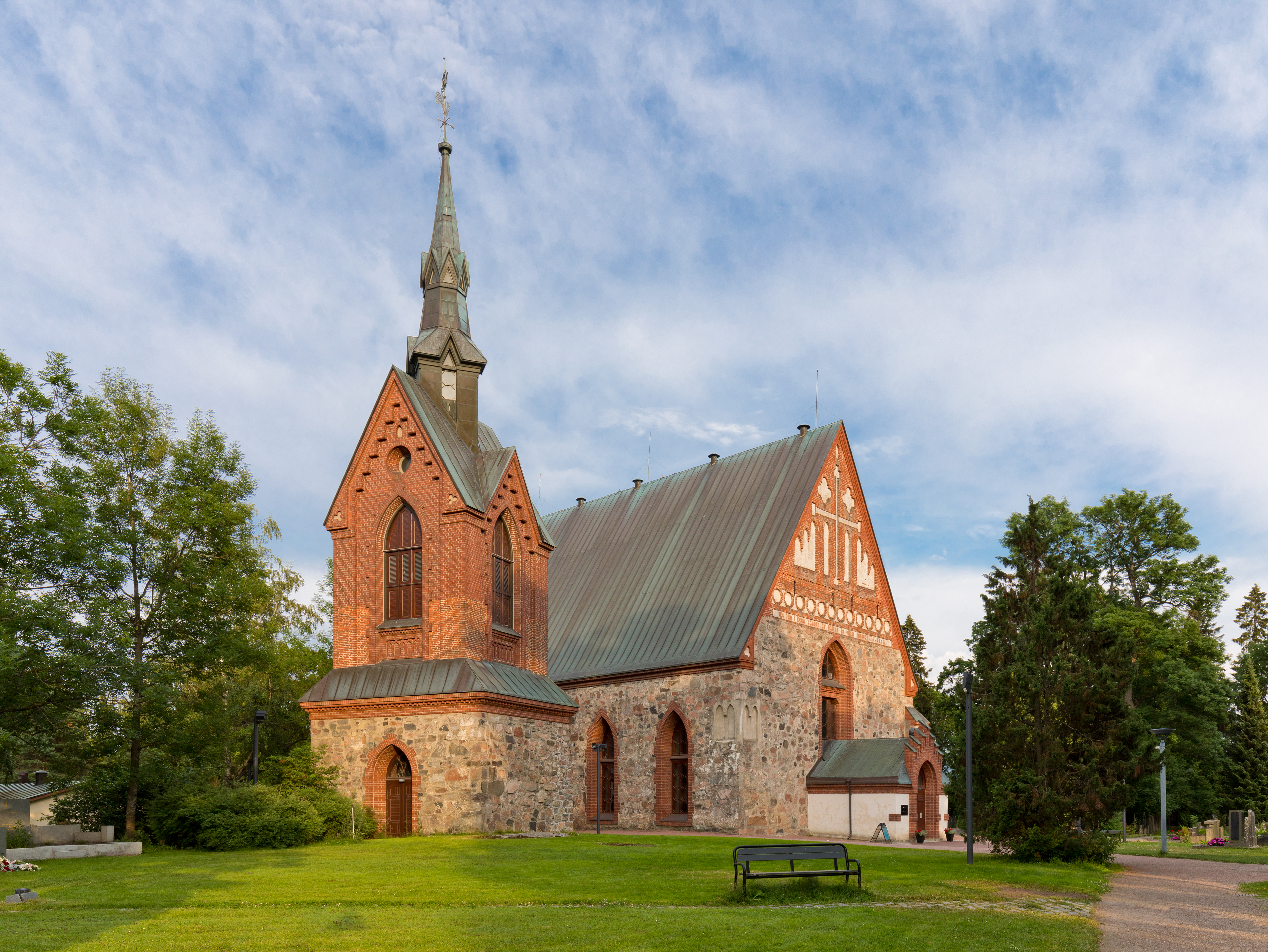
Helsinge kyrka S:t Lars
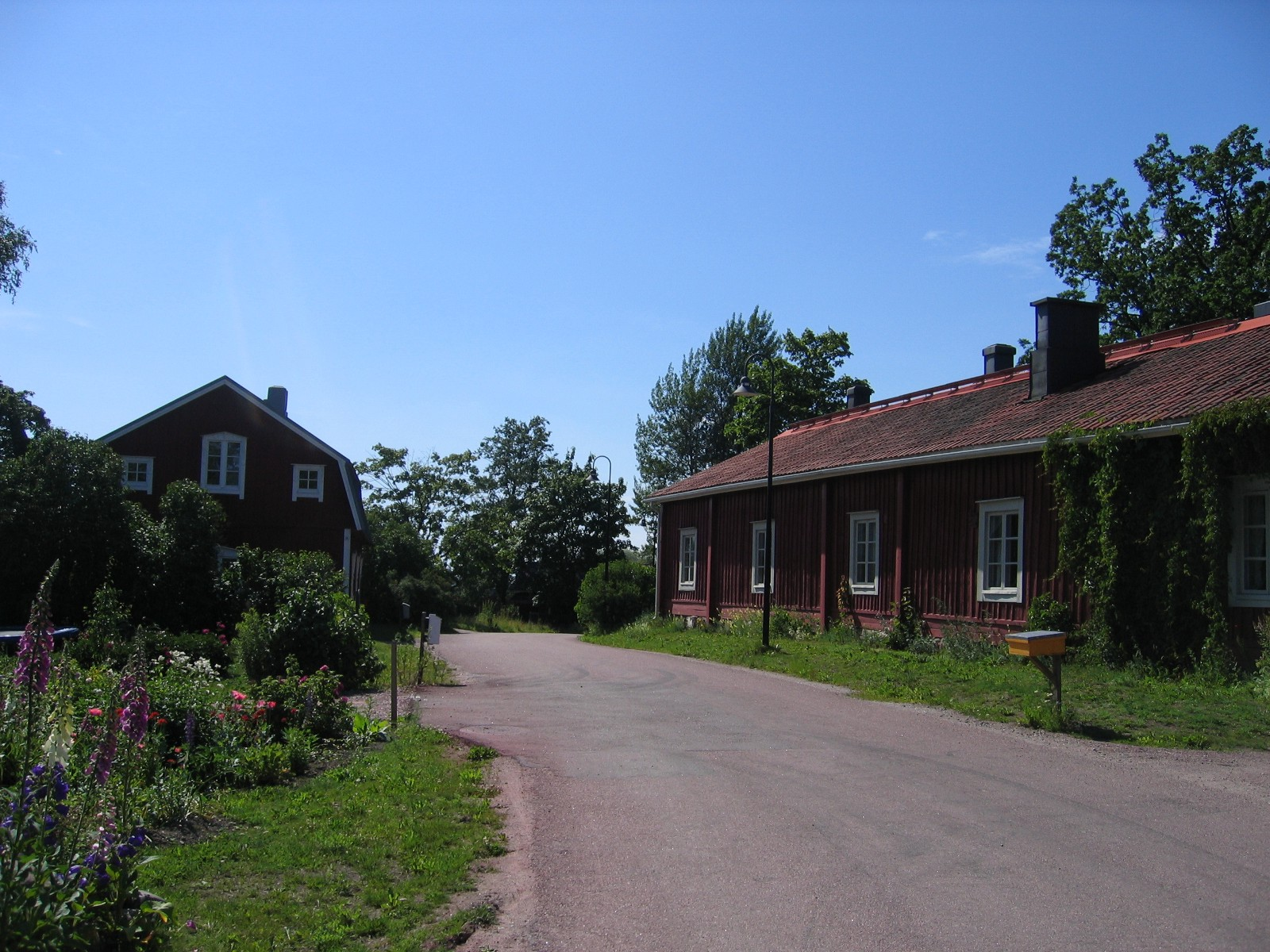
Väg i Helsinge kyrkoby